# Cooperativa Agrícola (Palau-saverdera)
La Cooperativa Agrícola és una obra del municipi de Palau-saverdera (Alt Empordà) inclosa en l'Inventari del Patrimoni Arquitectònic de Catalunya.

## Descripció
Situada al començament del nucli urbà de la població de Palau-saverdera, al costat de la carretera GI-610. Adossada a l'antic celler d'oli de la vila.
Es tracta d'un edifici de planta irregular format per tres grans cossos rectangulars adossats, dos en paral·lel i un altre de transversal a la part posterior. Les tres naus presenten la coberta a dues vessants de teula, tot i que les dues principals ho amaguen darrere dels coronaments de les façanes. L'edifici principal, on hi ha la botiga, està distribuït en una sola planta, amb les obertures d'arc rebaixat amb l'emmarcament d'obra. La part superior de la façana presenta una barana amb gelosia, amb un plafó central circular decorat. A l'interior, el sostre és de maó pla sostingut per una encavallada de fusta i hi ha les bótes de vi. La construcció és de pedra sense treballar lligada amb morter. L'edifici del costat presenta planta baixa i pis, amb les obertures rectangulars i amb el mateix tipus d'emmarcament, tot i que les finestres del pis presenten guardapols. La façana està rematada per una cornisa motllurada que sosté un coronament esglaonat als extrems i amb un plafó central circular també. La façana posterior manté la mateixa testera i presenta un portal d'arc rebaixat per accedir-hi, en canvi, la façana lateral només repeteix el coronament esglaonat. Les façanes principals d'ambdós edificis estan arrebossades i pintades, de la mateixa manera que els marcs de les obertures.
La nau posterior té un ús funcional i no presenta cap tipus d'element decoratiu. Dos petits cossos de totxo se li adossen als extrems est i oest.

## Història
La cooperativa agrícola es va formar el 1933 i s'establí en aquest edifici, on ja s'elaboraven i comercialitzaven anys abans, productes agraris. Cal esmentar a tall d'anècdota que, vers el 1945, l'arquitecte Pelai Martínez en projectà una ampliació amb una nau adossada que mai es va construir.